# Бадуалга (Олбија-Темпио)
Бадуалга је насеље у Италији у округу Сасари, региону Сардинија.
Према процени из 2011. у насељу је живело 247 становника. Насеље се налази на надморској висини од 28 м.